# Macrocoma cylindrica
Macrocoma cylindrica é uma espécie de escaravelho de folha encontrado no Sul de Espanha. Foi primeiro descrito por Heinrich Carl Küster em 1846, como espécies de Pachnephorus. Uma subespécie ou variedade da espécie mais tarde descrita de Marrocos, M. c. vaucheri, é agora considerado um sinónimo de Macrocoma setosa.